# Breite Heide bei Hatzfeld
Breite Heide bei Hatzfeld este o arie protejată (arie specială de conservare — SAC, sit de importanță comunitară — SCI) din Germania întinsă pe o suprafață de 17,55 ha, integral pe uscat.

## Localizare
Centrul sitului Breite Heide bei Hatzfeld este situat la coordonatele 51°00′01″N 8°31′32″E / 51.0003°N 8.5256°E.

## Înființare
Situl Breite Heide bei Hatzfeld a fost declarat sit de importanță comunitară în aprilie 1999 pentru a proteja 9 specii de animale. Situl a fost protejat și ca arie specială de conservare în martie 2008.

## Biodiversitate
Situată în ecoregiunea continentală, aria protejată conține 3 habitate naturale: Formațiuni de Juniperus communis pe lande sau pajiști calcaroase, Formațiuni ierboase bogate în specii de Nardus, dezvoltate pe substraturi silicioase în zone montane (și în zone submontane, în Europa continentală), Fânețe de joasă altitudine (Alopecurus pratensis, Sanguisorba officinalis).
La baza desemnării sitului se află mai multe specii protejate de  păsări (9): ciocârlie-de-câmp (Alauda arvensis), sfrâncioc roșiatic (Lanius collurio), sfrâncioc mare (Lanius excubitor excubitor), ciocârlie de pădure (Lullula arborea), gaia roșie (Milvus milvus), ciocănitoare verzuie (Picus canus), sturz-cântător (Turdus philomelos), sturz (Turdus pilaris), sturzul de vâsc (Turdus viscivorus).
Pe lângă speciile protejate, pe teritoriul sitului au mai fost identificate 4 specii de plante, 9 specii de nevertebrate.